# La Fornarina
La Fornarina (italienska ”Bagarens dotter”), även benämnd Porträtt av ung kvinna, är en oljemålning utförd av den italienske målaren Rafael år 1518–1519.

## Beskrivning
Traditionellt har den avporträtterade kvinnan identifierats med Margherita Luti, som var Rafaels modell och älskarinna, men detta har ifrågasatts. Den barbröstade kvinnan bär en randig turbanliknande huvudbonad i siden. Från turbanen hänger ett smycke med en rubin och en pärla, något som vanligtvis gavs i trolovnings- eller bröllopsgåva. På hennes vänstra ringfinger sitter en trolovningsring. Bandet på vänsterarmen bär Rafaels signatur: RAPHAEL VRBINAS. Hennes högra hand, som håller en slöja, vidrör det vänstra bröstet, medan den vänstra handens fingrar är utbredda mellan hennes lår. Händernas placering har tolkats som en tydlig anspelning på fysisk kärlek. I bakgrunden ses en myrtenbuske, som förknippas med kärleksgudinnan Venus, och ett kvittenträd, som symboliserar köttslig kärlek.
Kvinnan gör en gest med sin högra hand, som om hon försöker dölja något på det vänstra bröstet. Enligt en tolkning döljer handen en cancertumör i bröstet. Medan det högra bröstet framstår som runt och välformat, är det vänstra förstorat och något vanställt.

## Bilder
| - La Fornarinas bröst. |